# Lijst van spelers van ND Mura 05
Deze lijst omvat voetballers die bij de Sloveense voetbalclub ND Mura 05 spelen of gespeeld hebben. of voor de voorloper van die club, NK Mura. De spelers zijn alfabetisch gerangschikt.

## A
- Stanley Aborah
- Aleš Ajlec
- Haris Alihodžić

## B
- Marijan Bakula
- Marko Balažic
- Adamo Baranja
- Dean Baranja
- Tilen Barbarič
- Denis Barbič
- Robert Belec
- Alen Bencak
- Sebastjan Berko
- Klemen Bingo
- Gregor Blatnik
- Emmanuel Boakye
- Damjan Bohar
- Boško Boškovič
- Mitja Botjak
- Nedzad Botonjic
- Kliton Bozgo
- Danijel Brezič
- Peter Breznik
- Spasoje Bulajič
- Rok Buzeti

## C
- Franc Cifer
- Fabijan Cipot
- Tadej Cipot

## D
- Timotej Dodlek
- Marjan Dominko
- Filip Draković
- Simon Dvorsak

## E
- Mitja Ernisa
- Mate Eterović

## F
- Nusmir Fajić
- Valen Filipović
- Franc Fridl

## G
- Damjan Gajser
- Marinko Galič
- Primož Gliha
- Stanimir Gospodinov
- Rok Gruškovnjak
- Goran Gutalj

## H
- Safet Hadžič
- Sejad Halilovic
- Leon Horvat

## I
- Patrik Ipavec

## J
- Boris Janev
- Erik Janža
- Jernej Janža
- Dragan Jelič
- Žarko Jeličić
- Alfred Jermaniš
- Amer Jukan

## K
- Bekim Kapic
- Amir Karič
- Niko Kisilak
- Damjan Klemenčič
- Marko Kmetec
- Tilen Kocbek
- Vladimir Kokol
- Mišel Korpič
- Uroš Kos
- Nino Kouter
- Alen Kozar
- Vladimir Kozul
- Denis Kramar
- Darko Kremenovič
- Erik Krzisnik
- Dejan Kurbus

## L
- Dino Lalić
- Saša Lalovič
- Andrej Lotrič
- Mitja Lotrič
- Aleš Luk
- Sašo Lukic
- Matjaz Lunder

## M
- Aleš Majer
- Amadej Maroša
- Matic Maruško
- Diangi Matusiwa
- Mitja Mauko
- Aleš Mejač
- Ante Miše
- Mitja Mörec
- Amel Mujčinovič
- Ismet Munishi

## N
- Robert Najdenov
- Dejan Nemec
- Novica Nikcevic
- Dragoljub Nikolic

## O
- Romano Obilinović
- Damjan Ošlaj

## P
- Simon Pavel
- Timotej Pavel
- Manuel Persic
- Sebastian Pfeiler
- Andrej Poljšak
- Kevin Poredoš
- Martin Pregelj
- Darko Prša

## R
- Aleksandar Radosavljevič
- Ermin Rakovič
- Tadej Ramšak
- Boštjan Ratković
- Rajko Rep
- Matej Rogač

## S
- Mario Sačer
- Jaka Šafer
- Marinko Sarkezi
- Alen Sculac
- Primož Seršen
- Petar Shopov
- Štefan Škaper
- Niki Slana
- Jernej Slavič
- Marko Smodiš
- Armend Sprečo
- Leon Sreš
- Almir Sulejmanovič

## T
- Senad Tiganj
- Nedeljko Topic
- Jure Travner

## V
- Arpad Vaš
- Sebastjan Vogrincic
- Robert Volk
- Dare Vršič
- Nebojša Vučićević

## Z
- Drazen Zezelj